# マーチ・CG891
マーチ・CG891 (March CG891) は、マーチが1989年のF1世界選手権用に開発したフォーミュラ1カー。設計者はエイドリアン・ニューウェイ。決勝最高成績は7位。

## 概要
前年の成功作、881をベースに発展型として製作されたマシンで、881と比べて重量バランスの改善、モノコック下側を数ミリ単位でさらに細くするなど空力のリファイン、軽量化が図られている。マシン名の「CG」は、ドライバーのイヴァン・カペリのマネージャーで、同年初頭に交通事故のため死去したチェザーレ・ガリボルディのイニシャルに由来する。
エンジンはニューウェイがジャッドに特別に作らせた76度と狭いバンク角を持つジャッド・EV・V型8気筒エンジンで、1989年シーズンはマーチに独占供給された。リヤセクションのレイアウトはエンジン-トランスミッション-デフというこの年流行したレイアウトを採りいれている。レイトンハウスの赤城明オーナーは「今年のシャシーコンセプトは、前年型のフロントノーズのように、マシンの後部もカウルの幅を狭く変えてあります。これはジャッドがうち専用のエンジンを作ってくれたおかげで、バンク角をニューウェイの希望に沿って変えたことで実現しました。881よりドラッグが10%向上したと報告が来てます。」と開幕前のインタビューで述べている。
CG891は第3戦モナコGPから881に代わって実戦投入された。だが、チーム、ドライバーはCG891に悪戦苦闘し成績は低迷した。ミッションケースの剛性が不足しており、EVエンジンの信頼性も低かった。イヴァン・カペリ、マウリシオ・グージェルミンの両ドライバーはCG891で計27回レースに出走し完走は6回にとどまった。
CG891の失敗の理由について関係者は様々に語っている。
当時レイトンハウスのコミュニケーション・マネージャーだった安川実（ロジャー安川の父）は、CG891の失敗の原因を「度が過ぎた」ためとしている。軽量化、コンパクト化に比重を置きすぎた結果CG891はセッティングを出すのが難しく、「1mmのセットのちがいで、まったく操縦不能になるかと思えば、ちがう1mmでV8勢のトップを走れる」という極めて神経質な性格を持っていたという。
エイドリアン・ニューウェイは風洞での試験結果と実車の走行結果にズレがあり、「風洞の罠」にはまったとしている。
また、ジョン・ジャッド（ジャッドの創業者）は、従来のCVエンジン（バンク角90度）に対して挟角のEVエンジンではバンク間に補機類を納めきることができず、レイアウトに難しさがあったと語っている。
第11戦ベルギーGPでは、集英社「週刊ヤングジャンプ」がスポットスポンサーに付き、CG891のフロントウィングにJUMPロゴと、松下進デザインのマスコット「Mac Bear」が描かれた。

## スペック
- ブレーキキャリパー：AP
- ブレーキディスク・パッド：AP

## F1における全成績
(key) （太字はポールポジション）
| 年     | チーム                 | エンジン    | タイヤ | ドライバー                 | 1   | 2   | 3   | 4   | 5   | 6   | 7   | 8   | 9   | 10  | 11  | 12  | 13  | 14  | 15  | 16  | ポイント | 順位 |
| ------ | ---------------------- | ----------- | ------ | -------------------------- | --- | --- | --- | --- | --- | --- | --- | --- | --- | --- | --- | --- | --- | --- | --- | --- | -------- | ---- |
| 1989年 | レイトンハウス・マーチ | ジャッド V8 | G      |                            | BRA | SMR | MON | MEX | USA | CAN | FRA | GBR | GER | HUN | BEL | ITA | POR | ESP | JPN | AUS | 0 (4)    | 12位 |
| 1989年 | レイトンハウス・マーチ | ジャッド V8 | G      | マウリシオ・グージェルミン |     |     | Ret | DNQ | Ret | Ret | NC  | Ret | Ret | Ret | 7   | Ret | 10  | Ret | 7   | 7   | 0 (4)    | 12位 |
| 1989年 | レイトンハウス・マーチ | ジャッド V8 | G      | イヴァン・カペリ           |     |     | 11  | Ret | Ret | Ret | Ret | Ret | Ret | Ret | 12  | Ret | Ret | Ret | Ret | Ret | 0 (4)    | 12位 |

- コンストラクターズランキング12位
- ドライバーズランキング16位：マウリシオ・グージェルミン
- ドライバーズランキング-位：イヴァン・カペリ